# Pfarrkirche Traberg

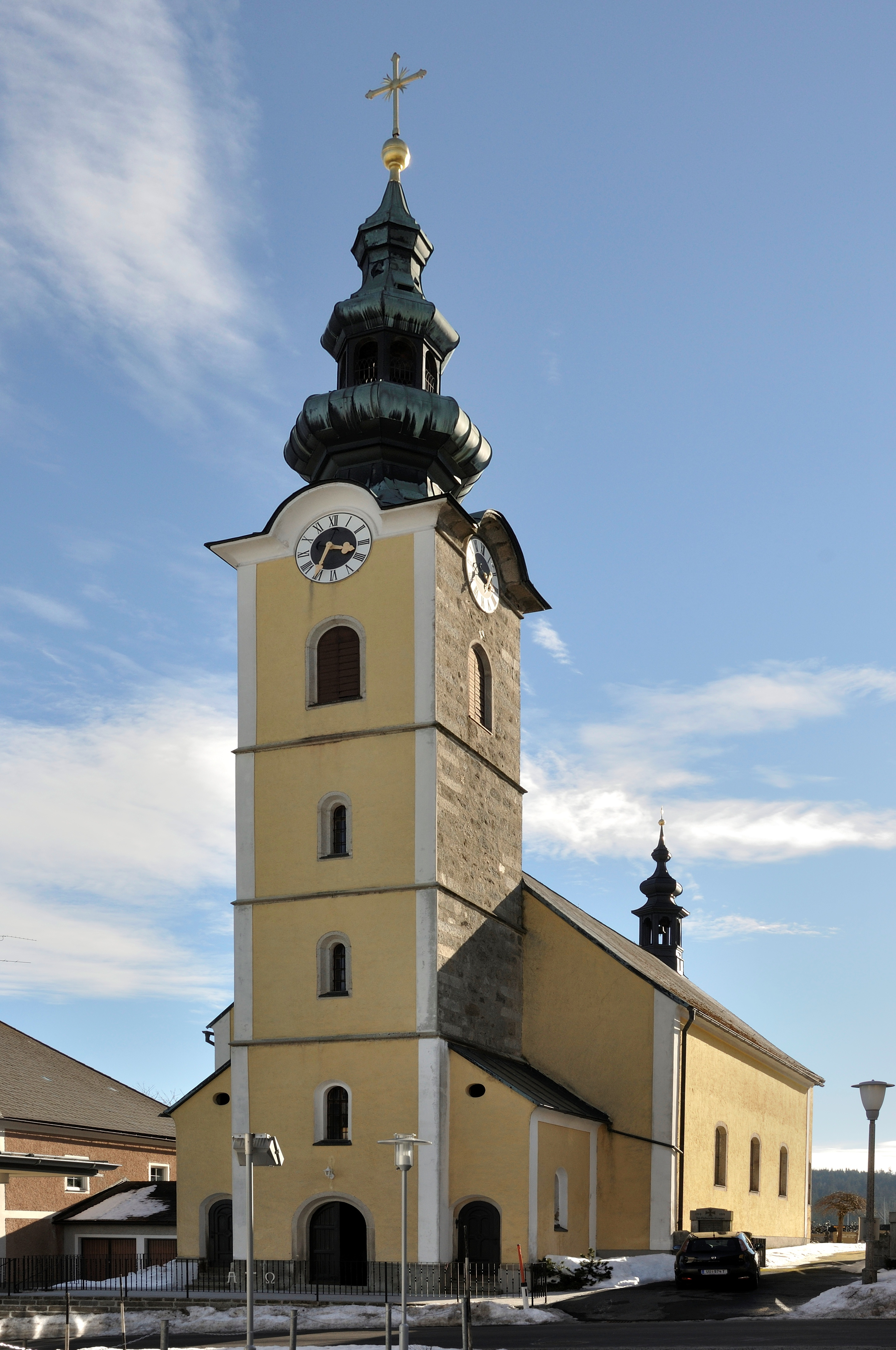
Pfarrkirche Traberg

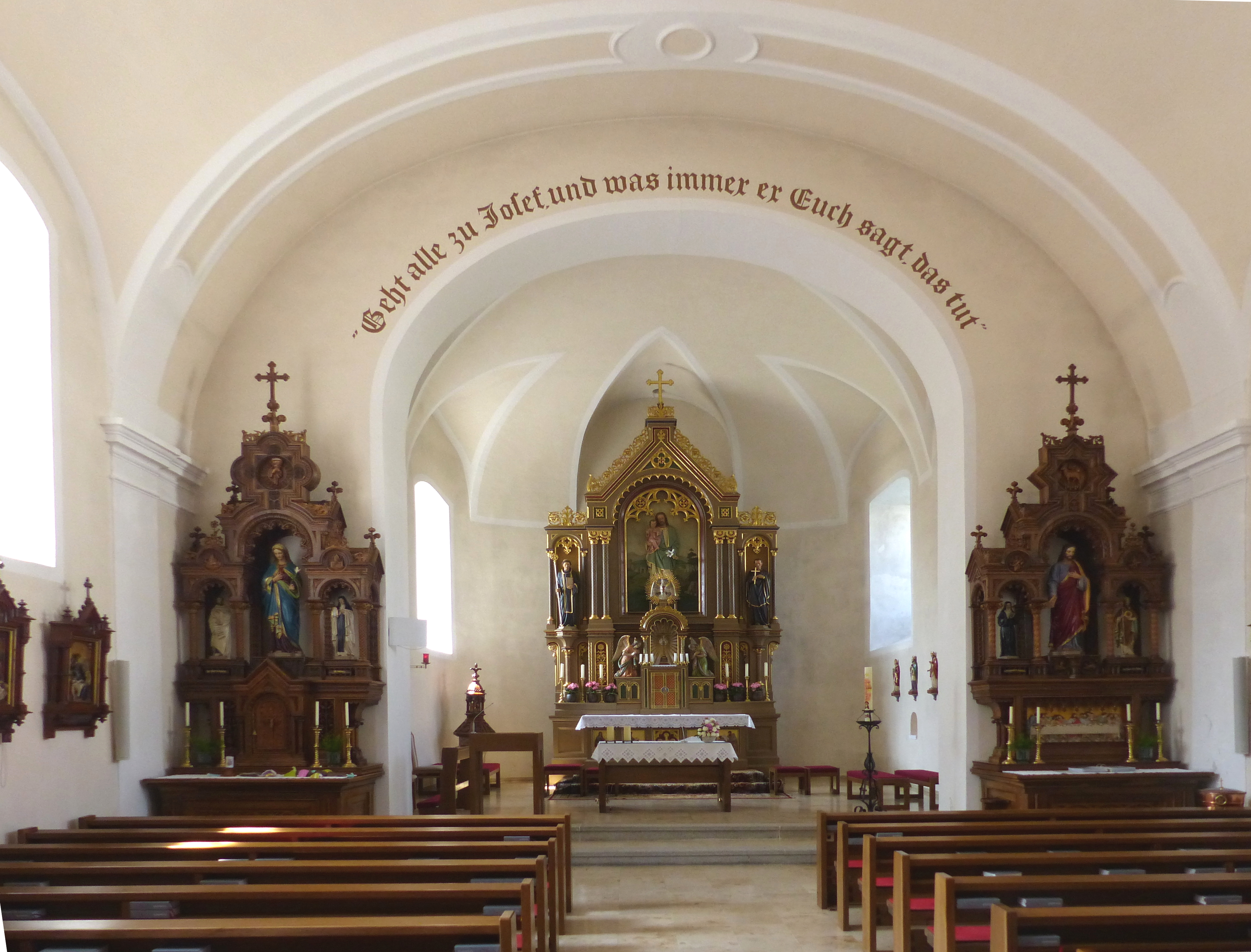
Innenansicht der Pfarrkirche

Die römisch-katholische Pfarrkirche Traberg steht im Ort Großtraberg in der Marktgemeinde Oberneukirchen im Bezirk Urfahr-Umgebung in Oberösterreich. Die dem hl. Josef der Arbeiter geweihte, dem Stift Wilhering inkorporierte Pfarrkirche gehört zum Dekanat St. Johann am Wimberg in der Diözese Linz. Die Kirche steht unter Denkmalschutz.

## Geschichte
Die Pfarrkirche Traberg wurde 1784 bis 1787 im Zuge der Pfarrregulierung durch Kaiser Josef II. erbaut. Sie steht im Hauptort Traberg (dem heutigen Großtraberg) der ehemaligen Gemeinde Waldschlag. Die von der Bevölkerung in der Mitte des 19. Jahrhunderts gewünschte Anpassung des Gemeindenamens in Traberg wurde jedoch behördlich abgelehnt. 1938 wurde Waldschlag nach Oberneukirchen eingemeindet.
Johann von Frast sagte 1840 über die Pfarrkirche: „Die Kirche ist niedlich, und für das Pfarrvolk geräumig genug.“

## Architektur
Der spätbarocke Saalbau, ein dreijochiges Langhaus, mit eingezogenem einjochigen Chor entstand zwischen 1784 und 1787. Der hohe, neobarocke Mittelturm wurde zwischen 1869 und 1871 angebaut.

## Ausstattung
Im Inneren befindet sich eine bemerkenswerte, historistische Einrichtung des späten 19. Jahrhunderts. Der neuromanische Altar stammt vom Linzer Bildhauer Engelbert Westreicher. Das Relief „Das letzte Abendmahl“ wurde vom Linzer Kunstschnitzer und Bildhauer Franz Xaver Schneider 1836 geschaffen. Die Krippe wurde 1921 vom Leonfeldner Briefträger Peter Krenn geschnitzt.